# Friedemann Berger

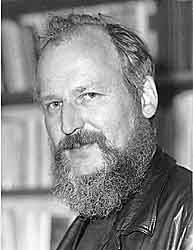
Friedemann Berger (1986)

Friedemann Berger (* 13. April 1940 in Schroda; † 14. April 2009 in Leipzig) war ein deutscher Schriftsteller.

## Leben
Nachdem Berger im Zusammenhang des Schauprozesses gegen den Leipziger Studentenpfarrer Georg-Siegfried Schmutzler vor dem Abitur relegiert worden war, besuchte er von 1958 bis 1961 das Kirchliche Proseminar Naumburg (Saale) und studierte bis 1966 Theologie und Germanistik an der Humboldt-Universität in Berlin. In dieser Zeit wurde erste Lyrik von ihm veröffentlicht, er war Mitglied der Gruppe 47. Bis 1968 lebte er als freier Hörspielautor und Literaturkritiker.
Von 1968 bis 1970 absolvierte er eine Ausbildung zum Buchhändler und wurde Lektor beim Gustav Kiepenheuer Verlag in Weimar. Nach dem Tod von Noa Kiepenheuer 1971 wurde er Verlagsleiter und nach der Bildung der Verlagsgruppe Kiepenheuer Cheflektor. 1983 trat er der SED bei. 1985 bis 1990 lebte er als Lektor an der deutschsprachigen Abteilung des Verlages für fremdsprachige Literatur in China.
1990 kehrte Berger nach Leipzig zurück und wurde im Auftrag der Treuhandanstalt Geschäftsführer und 1993–1994 Programmdirektor des wiederhergestellten G. Kiepenheuer Verlages. Nach der Privatisierung des Verlages schied er aus und lebte seitdem als freier Autor in Leipzig.
Friedemann Berger verstarb einen Tag nach seinem 69. Geburtstag.

## Werke

### Eigenständige Publikationen
- Krippe bei Torres. Ein neapolitanisches Idyll (Roman), Union, Berlin (DDR) 1971.
- Ortszeichen, Union, Berlin (DDR) 1973.
- Einfache Sätze. Gedichte, Aufbau Verlag, Berlin 1987.
- Die Milchstraße am Himmel und der Kanal auf Erden. Geschichte, Kultur und Gegenwart an Chinas Großem Kanal, Verlag für fremdsprachige Literatur/Kiepenheuer, Peking/Leipzig 1988.
- Gesichter Tibets. 200 Farbfotos und Betrachtungen, Verlag für fremdsprachige Literatur/Kiepenheuer, Beijing/Leipzig 1990.
- Archäologie. Von der Errichtung der großen Mauer bis nach ihrer Zerstörung. Ausgewählte Gedichte 1961–1999, Faber & Faber, Leipzig 2000, ISBN 978-3-932545-48-1.

### Herausgeberschaften
- Christoph Columbus – Dokumente seines Lebens und seiner Reisen. Neu herausgeben und eingeleitet Band I 1451-1493., Band II 1493-1506. Sammlung Dieterich, Leipzig 1991, ISBN 3-7350-0145-9. (Wesentlich erweiterte Fassung auf Grundlage der von Ernst Gerhard Jacob herausgegebenen Ausgabe, Schünemann, Bremen 1956)
- Georg(e) Meister: Der orientalisch-indianische Kunst- und Lustgärtner, hrsg. v. Friedemann Berger und Wilfried M. Bonsack. Gustav Kiepenheuer Verlag, Weimar 1973 (Nachdr. d. Ausg. v. 1692, sehr vorsichtig modernisiert), OCLC-Nr. 251424525.
- I. J. Schmidt (Übers.), Roland Beer (Hg.), Friedemann Berger und Heinz Kucharski (Auswahl): Der Weise und der Tor. Buddhistische Legenden. Dsanglun – Eine Sammlung aus Tibet. Verlag Müller & Kiepenheuer, Hanau 1978.